# Substack
Substack és una plataforma en línia nord-americana que proporciona una infraestructura de publicació, pagament, anàlisi i disseny per donar suport a butlletins (newsletters) de subscripció. Permet als escriptors enviar butlletins digitals directament als subscriptors.  Fundada el 2017, Substack té la seu a San Francisco.

## Història
Substack va ser fundada el 2017 per Chris Best, el cofundador de Kik Messenger; Jairaj Sethi, cap de plataforma i desenvolupador principal de Kik Messenger; i Hamish McKenzie, un antic periodista especialitzat en tecnologia informàtica de PandoDaily. Best i McKenzie han explicat que Stratechery, de Ben Thompson, un butlletí de mitjans i tecnologia basat en subscripció, va ser una gran inspiració per a la seva plataforma. Best n'és el conseller delegat des de març de 2019.

## Contingut
Els usuaris de Substack (literalment, subpila) acostumen a ser periodistes, experts en cultura i tecnologia, i plataformes de mitjans. Entre els escriptors d'alt perfil que han utilitzat la plataforma es troben el periodista i autor guanyador del premi Pulitzer Glenn Greenwald; Seymour Hersh; la crítica cultural Anne Helen Petersen; l'assagista musical Robert Christgau; el crític i historiador musical Ted Gioia; i l'escriptora gastronòmica Alison Roman, entre molts d'altres.
El columnista del New York Times Mike Isaac va argumentar el 2019 que empreses com Substack veuen els butlletins com un mitjà més estable per mantenir els lectors mitjançant una connexió més directa amb els escriptors.
The New Republic va explicar el El 2020 que a Substack hi havia una absència de butlletins de notícies locals, especialment en contrast amb el gran nombre de butlletins polítics a nivell nacional. A finals de 2020, un gran nombre de periodistes i periodistes es va apuntar a la plataforma, impulsat en part per la caiguda des de fa temps dels mitjans tradicionals (el 2019 hi havia la meitat de llocs de treball a les redaccions que el 2004). En aquella època, The New Yorker va escriure que, tot i que "Substack s'ha anunciat com una casa amigable per al periodisme, ... pocs dels seus butlletins publiquen informes originals; la majoria ofereix escrits personals, articles d'opinió, investigacions i anàlisis". Va descriure la política de moderació de contingut de Substack com a "feble", amb regles contra "l'assetjament, les amenaces, el correu brossa, la pornografia i les crides a la violència; les decisions de moderació les prenen els fundadors".
El 2019 Substack va afegir suport per a podcasts i fils de discussió entre els subscriptors del butlletí. Els principals escriptors de Substack inclouen la historiadora Heather Cox Richardson, els periodistes tecnològics Casey Newton i Eric Newcomer, el periodista Matthew Yglesias, els economistes Glenn Loury i Emily Oster, el lingüista John McWhorter, els periodistes Matt Taibbi i Bari Weiss  i els autors Daniel M. Lavery, George Saunders, Blake Nelson, Chuck Palahniuk, Marianne Williamson, Salman Rushdie, Tui T. Sutherland, David Bentley Hart, i Skottie Young.
El novembre de 2021 la plataforma va anunciar que tenia més de 500.000 subscriptors de pagament, que representaven més d'un milió de subscripcions. Substack va anunciar el gener de 2022 que començaria a provar vídeos privats en funció beta  a la seva plataforma.
L'abril de 2023 Substack va implementar una funció de notes, que permet als usuaris publicar i tornar a publicar contingut en format breu. Aquesta característica de microblogging s'ha comparat amb Twitter (actualment X), i molts mitjans van considerar que era una resposta als canvis a Twitter sota la propietat d'Elon Musk. El llançament de Substack Notes va donar lloc a les crítiques de Musk i Twitter va començar a censurar els enllaços a Substack a la seva plataforma.

## Economia
Els autors poden decidir que la subscripció al seu butlletí sigui gratuïta o de pagament, i que publicacions específiques estiguin disponibles per als no subscriptors. El 2020 la tarifa mínima per a una subscripció era de 5 $/mes o 30 $/any,i Substack sol cobrar una tarifa del 10% dels pagaments dels subscriptors. Substack no obté ingressos amb els anuncis col·locats pels editors.
El febrer de 2019 la plataforma va començar a permetre als creadors monetitzar podcasts. Substack va registrar 11.000 subscriptors de pagament a partir del 2018, que van augmentar fins als 50.000 el 2019.

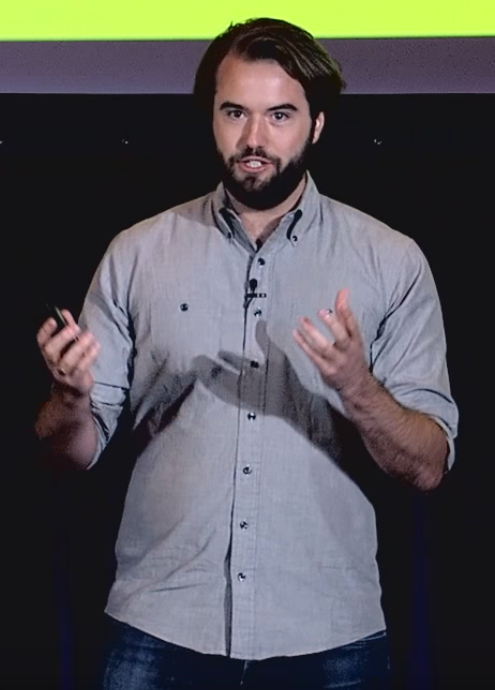
Chris Best parlant de la publicitat per a mòbils el 2015

Substack va recaptar una ronda inicial el 2018 d'inversors com The Chernin Group, Zhen Fund, el CEO de Twitch, Emmett Shear, i el cofundador de Zynga, Justin Waldron. El conegut inversor tecnològic Andreessen Horowitz va proporcionar 15,3 milions de dòlars en finançament de la sèrie A el 2019, alguns dels quals es van destinar a incorporar escriptors d'alt perfil a la xarxa de Substack. Substack ha proporcionat avançaments de pagament a alguns creadors de contingut per començar a treballar a la seva plataforma.
El 2019, el lloc va oferir una beca a alguns escriptors, que incloïa una beca de 3.000 dòlars i un taller d'un dia a San Francisco. El declivi de publicacions orientades a l'esport com Sports Illustrated, Deadspin i SB Nation, juntament amb l'inici de la pandèmia de la COVID-19, va provocar que els periodistes esportius es traslladessin a escriure a Substack el 2019 i el 2020. Substack competeix amb el lloc de subscripció The Athletic en aquest submercat, de manera que McKenzie diu que la companyia contracta amb menys força en aquest mercat. El 2020, després de l'inici de la pandèmia de la COVID-19, Substack va ampliar subvencions d'entre 1.000 i 3.000 dòlars a més de 40 escriptors per començar a treballar a la plataforma. Substack es va expandir al contingut de còmics el 2021 i va fitxar creadors com Saladin Ahmed, Jonathan Hickman, Molly Ostertag, Scott Snyder i James Tynion IV, pagant-los mentre mantenien els ingressos de la subscripció. L'acord estipula que, després del primer any, Substack cobra el 10 per cent dels ingressos de la subscripció.
Els fundadors de Substack van contactar amb un petit grup d'escriptors el 2017 per adquirir els seus primers creadors. Bill Bishop va ser dels primers a publicar el seu butlletí, Sinocism, a Substack, proporcionant el seu butlletí per 11 dòlars al mes o 118 dòlars l'any amb contingut diari. A partir del 2019, Bishop's Sinocism va ser el butlletí de notícies més pagat del servei. A finals del 2020, el butlletí conservador The Dispatch va reclamar el títol de principal usuari de Substack, amb més de 100.000 subscriptors i més de 2 milions de dòlars en ingressos del primer any, segons el fundador Steve Hayes. El maig de 2021, Substack va adquirir la startup People & Company de Brooklyn. L'agost de 2020 Substack va informar que més de 100.000 usuaris estaven pagant per almenys un butlletí. A l'agost de 2021, Substack tenia més de 250.000 subscriptors de pagament i els seus deu principals editors obtenien 7 milions de dòlars en ingressos anualitzats. L'abril de 2022, The New York Times va informar que Substack podria estar valorat en 650 milions de dòlars. Substack va abandonar un esforç per recaptar diners el maig de 2022. La companyia tenia com a objectiu recaptar entre 75 i 100 milions de dòlars.
El novembre de 2024, Substack tenia 4 milions de subscripcions de pagament.
Substack va afegir opcions de transmissió en directe per a creadors el setembre de 2024.  Arran d'això i de les restriccions a TikTok als Estats Units, Substack va anunciar la possibilitat de publicar i monetitzar vídeos directament a través de l'aplicació Substack el febrer de 2025.
El març de 2025, Substack va anunciar que tenia 5 milions de subscripcions de pagament.

## Incident de privadesa
El 28 de juliol de 2020 Substack va enviar notificacions per correu electrònic a tots els seus usuaris sobre canvis en les polítiques de privadesa i notificacions sobre el compliment de la Llei de privadesa del consumidor de Califòrnia (CCPA), En aquest correu electrònic de notificació, es van incloure inadvertidament les adreces de correu electrònic de tots els destinataris al camp "cc " del correu electrònic en lloc del camp "cco”. Això va exposar les adreces de correu electrònic de molts usuaris de Substack. La companyia va reconèixer el problema a Twitter i va dir que es va solucionar després del lot inicial de correus electrònics enviats, però no va revelar el nombre d'usuaris afectats.

## Substack Pro
El març de 2021 Substack va revelar que havia estat experimentant amb un programa de repartiment d'ingressos en què pagava avançaments als escriptors per crear publicacions a la seva plataforma; aquest es va convertir en un programa conegut com a Substack Pro. Substack ha estat criticat per no revelar quins escriptors formaven part de Substack Pro.

## Substack Defender
Substack ofereix assessorament legal als seus escriptors mitjançant el seu programa Substack Defender. Els advocats ofereixen una revisió legal de les històries abans de publicar-se i ofereixen consells sobre les cartes de cessament i desistiment relacionades amb el treball dels escriptors. Això inclou, per exemple, declarar que defensaran Jessica Reed Kraus si Amber Heard decideix demandar-la.

## Crítica
L'any 2020, plataformes populars com Twitter, Facebook i YouTube van començar a restringir o eliminar els comptes que diuen que difonen informació errònia sobre la COVID-19, cosa que infringeix les polítiques de contingut d'aquestes plataformes. Alguns autors destacats acusats de difondre desinformació s'han traslladat a Substack des d'aquestes plataformes. El Washington Post va esmentar Joseph Mercola (el contingut del qual Imran Ahmed, director general del Center for Countering Digital Hate, va dir que era "tan dolent [que] ningú més l'acollirà") i Steve Bannon (a qui Elizabeth Dwoskin, escrivint per a The Washington Post, va acusar de difondre "retòrica violenta i afirmacions falses sobre les eleccions [2020] les setmanes prèvies al setge del Capitoli el 6 de gener") com a teòrics de la conspiració que han traslladat la seva presència en línia a Substack.
El gener de 2022, el Center for Countering Digital Hate (Centre contra l'odi digital) va acusar Substack de permetre contingut que podria ser perillós per a la salut pública. El CCDH va calcular que només dels cinc principals autors antivacunes (que tenen desenes de milers de subscriptors) l'empresa guanyava 2,5 milions de dòlars anuals. Presumiblement en resposta a les consultes de la premsa, els tres fundadors van afirmar el seu compromís amb una censura mínima en una publicació al seu blog.

### "Substackers contra els Nazis"
Substack va enfrontar-se a més crítiques el novembre de 2023 per permetre que la seva plataforma fos utilitzada per nacionalistes blancs, nazis i antisemites. Els crítics van destacar que això passava malgrat les Condicions del servei de Substack, que suposadament prohibeixen el discurs de l'odi. En una carta oberta, més de 100 usuaris de Substack van implorar a la direcció de Substack que deixés d'oferir una plataforma al fanatisme. El CEO de Substack, Hamish McKenzie, va respondre a la controvèrsia confirmant que la companyia continuarà permetent la publicació de punts de vista extremistes, dient que intentar censurar-los empitjoraria el problema.
A l'edició del 23 de desembre de 2023 del seu butlletí a Substack The Racket, una publicació titulada "La xarxa social", Jonathan Katz va proporcionar detalls sobre el diàleg que ha mantingut amb la plataforma sobre la polèmica assenyalada en l'esmentada carta oberta, que es titulava "Substackers Against Nazis". No només va qüestionar la promoció de Substack de butlletins extremistes a la plataforma, sinó també la seva submissió dels subscriptors a butlletins no extremistes de la plataforma i amb el seu soci de facturació Stripe per aprofitar-se d'aquesta promoció i compartir en nom dels autors extremistes. Va discutir les opcions que estava explorant en reacció a l'afirmació de la plataforma que la política continuarà. La decisió de Substack de permetre contingut nazi i d'altres extremistes va fer que diversos butlletins de notícies abandonessin la plataforma, com ara Platformer de Casey Newton, Citation Needed de Molly White i Garbage Day de Ryan Broderick.